# Club de Deportes Lota Schwager
El Club de Deportes Lota Schwager es un club de fútbol de Chile, con sede en Coronel, Región del Biobío. Fue fundado el 10 de mayo de 1966 luego de la fusión de los clubes Federico Schwager y Minas Lota. Competirá en la Tercera División A de Chile, cuarta categoría del fútbol chileno.
En su palmarés profesional tiene dos títulos de Segunda División (actual Primera B), ganados en 1969 y 1986, y uno de Tercera División, conseguido en 2001.
Los carboníferos juegan como local en el Estadio Municipal Federico Schwager, construido en 1945, con capacidad para 2500 espectadores. Sus clásicos rivales son Deportes Concepción con quien disputa el "Clásico del Bío Bío",Naval de Talcahuanoy Fernández Vial.

## Historia

### Fundación y primeros años (1966 - 1969)
Fue fundado el 10 de mayo de 1966, gracias a la fusión de los equipos del Campeonato Regional de Fútbol, Minas Lota y Federico Schwager, representantes de las empresas carboníferas, Schwager y Lota respectivamente. Jugó ese mismo año en la Segunda División, obteniendo un noveno lugar.
| Partidos | Partidos | Partidos  | Partidos | Partidos | Goles   | Goles     |
| Total    | Ganados  | Empatados | Perdidos | Puntos   | A favor | En contra |
| -------- | -------- | --------- | -------- | -------- | ------- | --------- |
| 26       | 17       | 6         | 3        | 40       | 47      | 12        |

Bajo la dirección técnica de Juan Jenaro, Lota Schwager ascendió en el año 1969, luego de tres temporadas en Segunda, consigue su primer título en el profesionalismo, lo que le valió su primer ascenso a la Primera División.

### Los 70: La Consolidación en Primera División
La década de los 70 fueron los mejores años para Lota Schwager, debutando en primera división en 1970 donde llegaría a la liguilla final del torneo finalizando séptimo, su mejor ubicación fue un sexto lugar 1977 a solo tres puntos de obtener el paso a la liguilla pre-libertadores, en ese periodo también llegó a la final de la Copa Chile en 1975 donde cayó ante Palestino. La institución contó con grandes jugadores como Víctor Merello, Pedro Gallina y Washington Abad.
En 1979 terminaría en el duodécimo lugar, finalizando la totalidad de la década en Primera División.

### Descenso a Segunda División (1980) y breve regreso a la división de honor
| Partidos | Partidos | Partidos  | Partidos | Partidos | Goles   | Goles     |
| -------- | -------- | --------- | -------- | -------- | ------- | --------- |
| Total    | Ganados  | Empatados | Perdidos | Puntos   | A favor | En contra |
| 22       | 12       | 8         | 2        | 32       | 31      | 14        |
| 10       | 5        | 4         | 1        | 14       | 14      | 11        |

En 1980, Lota Schwager acabó en el lugar 16º entre 18 equipos participantes, lo cual significó su regreso a Segunda División.
En 1986, tras seis temporadas consecutivas en la división de plata y bajo la dirección técnica de Juan Carlos Gangas, volvería a la división de honor tras coronarse como campeón de la segunda categoría, pero solo estaría en primera división en 1987, ya que tras quedar decimosexto, y disputar la liguilla de promoción con O'higgins y Regional Atacama descendería nuevamente. El mayor referente de esa época sería Patricio Bonhomme quién arribaría al club en 1983, permaneciendo hasta 1988.
Ya en Segunda División el club no haría campañas destacadas e incluso estuvo a punto de descender en 1992, donde solo superó a Iberia de Los Ángeles por un punto, equipo que finalmente terminaría descendiendo, en 1993 la campaña sería más tranquila finalizando en la duodécima posición.

### La crisis, descenso a tercera división (1994) y receso indefinido hasta 2001
En el torneo  de 1994, Lota Schwager descendió por primera vez en su historia a la Tercera División, después de una magra campaña en la que terminó en el último lugar de 16 equipos, lo que puso fin a 29 temporadas consecutivas en el profesionalismo, el club además estaba muy económicamente afectado por la crisis de las minas del carbón de la zona, esto hace que en el verano de 1995, el presidente del club, Héctor Encima, tome la determinación de acabar con el equipo, por lo cual vende el cupo en la tercera división al desaparecido Club Deportivo Universidad San Sebastián (vinculado a la casa de estudios homónima), con lo que el equipo minero entra en un receso indefinido.
El 14 de febrero de 2001, después de 7 años de su desaparición, renace con el nombre e inscripción en el registro de instituciones deportivas con el nombre de Club Corporación de fútbol y Deportes Lota Schwager bajo la presidencia de Bernardo Ulloa y Víctor Quijón, esta vez como equipo amateur, participando de la Tercera División del fútbol chileno. Ese año 2001, bajo la dirección técnica de Eduardo Apablaza, obtiene el título de esa categoría venciendo a Deportes Copiapó en una final a tres partidos, lo que significó que Lota Schwager volviera al profesionalismo.

### Breve regreso a Primera División (2007)
El año 2006 pasando a ser SADP, bajo la conducción de Jaime Nova, clasificó a la liguilla de promoción en donde se enfrentó contra Rangers. En el partido de ida, disputada en Talca, el equipo lotino fue derrotado por 2-1 jugando como visitante, mientras que en la vuelta en Coronel, ganó de local por el mismo marcador, lo cual provocó una definición a penales, en donde Lota Schwager se impuso por 4-3, logrando regresar a Primera División tras 20 años.
| Partidos | Partidos | Partidos  | Partidos | Partidos | Goles   | Goles     |
| Total    | Ganados  | Empatados | Perdidos | Puntos   | A favor | En contra |
| -------- | -------- | --------- | -------- | -------- | ------- | --------- |
| 40       | 6        | 13        | 21       | 31       | 50      | 80        |

En el año 2007, tras llegar a Primera División, el equipo tuvo un muy bajo rendimiento en el Torneo de Apertura, quedando en posiciones bajas de la tabla, siendo su mayor logro en ese torneo el empate que consiguió como visita a 2 goles, ante Colo-Colo (equipo que sería campeón) en el Estadio Monumental. Luego, en el Torneo de Clausura, su alza en el rendimiento no le sirvió para evitar un nuevo descenso, tras caer en la última fecha ante Deportes Antofagasta por la cuenta de 2-1, volviendo a Primera B el año 2008.
Tras seis años en la Primera B de Chile, en la temporada 2013-14, Lota Schwager finaliza en el último lugar con 40 puntos, a uno solo de Deportes La Serena, descendiendo automáticamente a la Segunda División Profesional, tercera categoría del fútbol chileno. Sin embargo, y por deudas impagas, Naval fue automáticamente descendido a la Segunda División Profesional, salvándose así Lota Schwager del inminente descenso y continuando una temporada más en la Primera B.

### Descenso a Segunda División Profesional (2015)
En la temporada 2014-15, Lota Schwager otra vez podía perder la categoría (esta vez sí sería efectiva), tras quedar con siete puntos menos que el penúltimo Coquimbo Unido. Lota Schwager descendió "en cancha" a falta de dos fechas para el final, tras perder por 1-0 como visitante ante el campeón San Luis de Quillota (equipo que en ese mismo partido logró el título y el ascenso a la Primera División), aunque por secretaría, busca que ese cupo en la Segunda División Profesional sea para Deportes La Serena, debido a una denuncia que la dirigencia lotina realizó en contra de su par papayera por atraso en los pagos de cotizaciones. 
Pero el 7 de mayo de 2015, la ANFP rechazó la demanda de la dirigencia lotina en contra de los serenenses, debido a que la Unidad de Control Financiera (UCF) de la ANFP, no acogió el reclamo de la dirigencia, argumentando que La Serena no tuvo ningún atraso en los pagos de cotizaciones, lo que significó que la ANFP ratificara definitivamente el descenso de los lotinos a la Segunda División Profesional y la permanencia de Deportes La Serena en la Primera B para la temporada 2015-16.
En su primera temporada en la Segunda División Profesional en 2015-16, Lota Schwager quedó en la 11° posición de la tabla de posiciones, por lo que tuvo que disputar una liguilla con otros seis equipos para evitar el descenso a la tercera división, finalmente consiguió la permanencia gracias a seis victorias consecutivas en la recta final del campeonato, rematando en un 8° lugar en la tabla general. El presidente del club como sociedad anónima deportiva profesional, Jaime Valdés, puso a la venta la institución en 100 millones de pesos.

### Sueldos impagos, sanciones y abandono del fútbol profesional (2017)
En mayo de 2017 se concreta el traspaso de las acciones de la SADP del club a la familia Castro. Para la siguiente temporada Lota Schwager quedó en la 10° posición, sin embargo, por sueldos impagos, el club es sancionado con la resta de 3 puntos además del descenso a la Tercera División A. 
El club no pudo jugar la temporada 2018 de la Tercera División A luego de que se argumentara por parte del presidente de la ANFA, que la directiva que tenía el cupo directo por descenso desde la categoría superior no presentó una serie de documentos a la liga, esto debido a un error de la ANFP que no hizo oficial el descenso del club a la cuarta división, por lo que el Lota Schwager SADP estudió la posibilidad de interponer un recurso de protección en la justicia civil, exigiendo que tanto la ANFA como la ANFP respondan por los perjuicios causados, teniendo que declarar a todos sus jugadores libres de irse del club como consecuencia del problema, lo que con el tiempo quedó diluido.

### División: dos Lota Schwager en Tercera B (2019)
Para 2019 dos equipos paralelos presentaron sus cuadernos de cargos ante la ANFA para competir en sus campeonatos nacionales: la «Corporación de Fútbol Nuevo Lota Schwager», encabezada por Jairo Castro, postuló a la Tercera División A; mientras que el «Club Corporación de Fútbol y Deportes Lota Schwager», presidido por Bernardo Ulloa, se inscribió para jugar en la Tercera División B.
Castro, que con el 54% de la propiedad de la sociedad anónima se hizo controlador principal del equipo que había descendido de la ANFP, tuvo que formar una Corporación para ingresar a la competencia ya que el club corporación original desde 2001 se encontraba a nombre de Ulloa. De la venta concretada en 2006, el 93% de los activos era de la sociedad anónima deportiva y un 7% quedó en manos de Ulloa.
En lo netamente legal, ANFA aceptó a los dos clubes en la misma competencia de Tercera División B, con la diferencia de que «Club Corporación de Fútbol y Deportes Lota Schwager» no presentó el emblema moderno, usando uno similar el cual se usaba como corporación en años anteriores. Sobre los jugadores, dos de los integrantes del club de Castro se cambiaron al de Ulloa en la temporada de fichajes. En cuanto a las hinchadas, la mayoría se plegó a Nuevo Lota Schwager por sobre la Corporación de Ulloa.
En el campeonato regular, ambos equipos compartieron el mismo grupo. El primer encuentro entre ambos se disputó el 21 de mayo de 2019 y terminó en un empate 1-1. El enfrentamiento de ambos clubes durante toda la temporada fue intenso, ya que reclamaban el título de ser la institución «histórica». La rivalidad pasó a mayores cuando se acusó a Ulloa de agredir a Castro y este último acusó de lo mismo a Castro.
Al cierre del Grupo 3, la Corporación quedó en el tercer lugar, mientras que Nuevo Lota Schwager terminó quinto. La Corporación quedó en el camino al alcanzar el cuarto lugar de la segunda fase, mientras que Nuevo Lota Schwager clasificó a la siguiente etapa y siguió en carrera por el ascenso. Al final, la lamparita de Castro disputó una liguilla, en donde se encontró con Municipal Lampa. El encuentro de ida, jugado en Batuco, fue triunfo para los carboníferos por 3-0, mientras que la vuelta se selló con un contundente 6-0 a favor de los lotinos, quienes concretaron su ascenso a la Tercera A para 2020.
En 2020 ambas escuadras fueron aceptadas en sus respectivas competencias presentando nuevas indumentarias donde se puede ver que Nuevo Lota Schwager usa franjas verticales gruesas mientras que el cuadro dirigido por Bernardo Ulloa presenta tres franjas horizontales. además Jairo Castro inscribió la marca en conjunto "Deportes Lota Schwager" junto a la insignia como una marca comercial en desmedro del cuadro de Ulloa y demandando que su homónimo no pudiera utilizar el nombre, pero la corte no accedió a que la corporación datada desde 2001 fuera desprovista de su indumentaria y nombre en competencias deportivas y solo se le restringió su uso comercial. En tanto, Ulloa anunció que haría todo a su alcance para revertir la demanda.

### Fusión (2020)
En 2020 y tras presentar sus nuevas indumentarias, los equipos jugaron algunos partidos amistosos quedando a la espera del comienzo de los torneos de tercera división A y B respectivamente tras el receso debido a la pandemia, finalmente en octubre de ese año ambos cuadros acordaron fusionarse, ya que el equipo de Nuevo Lota Schwager se encontraba con problemas económicos mientras que Corporación Lota Schwager, el cual no tenía convocatoria de público obtuvo una fuerte inversión por parte de una empresa pesquera de la zona en sociedad, llamada Mar de Lagos, presidida por Jorge Martínez, con ello ambas escuadras sacan provecho y compitieron en Tercera A como un solo club, con la alianza de Ulloa y Martínez en la inversión y gestión donde ambos tienen acciones y mando en la recientemente formada sociedad llamada Deportes Lota Schwager S.A y en la presidencia Castro.
Ese año, bajo la dirección técnica de Cristián Gómez y tras una irregular campaña, Lota Schwager fue eliminado en cuartos de final mediante lanzamientos penales contra Provincial Ranco, frustrándose así el ascenso a Segunda División.

### Descenso a Tercera División B (2022)
En 2021 es contratado Mario Salgado para dirigir al club en búsqueda del ascenso, el equipo realizaría una buena fase inicial donde terminaría segundo en el grupo sur, sin embargo sería eliminado nuevamente en cuartos de final, esta vez ante Municipal Mejillones. En 2022, Mario Salgado es ratificado en la dirección técnica, Lota Schwager integró el grupo sur, en el cual los primeros cuatro clasificarían al octagonal final y el último descendería a Tercera B, el torneo estuvo apretado todo el año y el equipo realizando una campaña bastante irregular, a pesar de ello hasta la fecha 10 se mantuvo en puestos de clasificación a la siguiente fase, sin embargo el descenso también estaba muy cerca, y a falta de tres fechas para el final Rancagua Sur denunció al club por supuestos sobornos, lo que provocó la suspensión del encuentro y una investigación judicial, que finalmente se desestimó. Posteriormente el partido se reprogramó para la penúltima fecha y Rancagua Sur venció por 2-1, situación que dejó a Lota Schwager con la obligación de vencer a Provincial Osorno en la última fecha, cosa que finalmente no ocurrió y Lota Schwager descendió por primera vez en su historia jugando de local.

### Actualidad: Regreso a Tercera división A (2024)
Esta situación llevó al club a demandar a la Asociación Nacional de Fútbol Amateur por afectar su desempeño en el torneo y la asociación le impidió al equipo de actuar en cualquiera de sus torneos mientras no se resolviera el tema judicial, pero debido a una medida cautelar, la Lamparita ingresó al torneo de Tercera B 2023 en calidad de invitado.
Solo disputó en cancha los encuentros correspondientes a la segunda rueda, donde tuvo un gran rendimiento. Una nueva resolución hizo que los carboníferos debieran completar todos los partidos de la fase regular cuando ya se estaba disputando la liguilla por el ascenso, por lo que el campeonato tuvo que detenerse. Ningún club se presentó a jugar contra Lota Schwager, por lo que el club ganó sus encuentros por 1-0, lo que lo llevó a ser el noveno integrante de la liguilla de ascenso. Tuvo una buena segunda rueda de la liguilla, pero no pudo ganar el último partido en Talagante, y terminó en tercer lugar, frustrándose el ascenso y ratificando otro año más en tercera división B para el año 2024.
| Partidos | Partidos | Partidos  | Partidos | Partidos | Goles   | Goles     |
| Total    | Ganados  | Empatados | Perdidos | Puntos   | A favor | En contra |
| -------- | -------- | --------- | -------- | -------- | ------- | --------- |
| 22       | 16       | 2         | 4        | 50       | 61      | 21        |

En 2024, bajo la dirección técnica de Renato Ramos, después de un apretado campeonato, Lota Schwager regresa a Tercera división A tras vencer en la última fecha como local en el estadio Federico Schwager por 2 a 0 a Naval de Talcahuano, coronándose campeón del grupo sur superando por diferencia de goles a Malleco Unido.Siendo su delantero Johan Munives una de las principales figuras del campeonato anotando 18 goles.

## Insignia
Desde sus inicios la institución utilizó como emblema una lámpara minera característica de la zona, de la cuenca del carbón, de donde también viene su apodo. Con el tiempo la lámpara fue mutando en su diseño y quedó dentro de un escudo con bordes que tienen los colores negro, rojo, verde, donde aparece el nombre del club y delante de rieles de la mina.

## Himno
La música y la letra del himno del Club de Deportes Lota Schwager fueron creadas en 1972 por el Maestro Adriano Reyes, quien llegó a la ciudad minera de Coronel en el año 1960, integrándose a la vida cultural del pueblo. Fue grabado en el Gimnasio del Colegio Salesiano con el Coro del Liceo de Coronel, bajo la dirección del profesor Jorge Vigueras Llanos en el año 1978.

## Uniforme
El uniforme titular de Lota Schwager tiene una rica historia. En el origen del club como fusión se tomaron los colores de ambas instituciones, Minas Lota era el cuadro representativo de Lota, teniendo el verde como color preponderante, y representando a Coronel existía su «rival», el club Federico Guillermo Schwager, que vestía de una camiseta blanca con vivos en color rojo.El uniforme entero se mantuvo como la del club F.G. Schwager, es decir blanco, pero se agregaron tres vivos, que históricamente son franjas horizontales en el pecho, y también históricamente se han usado los ribetes en las extremidades inferiores ya sea short o medias, una roja representando también a Schwager, una verde representando a Lota y negro por la industria del carbón y representando así a ambas instituciones.
- Uniforme titular:  Camiseta blanca con vivos de franjas verticales rojo, negro y verde, pantalón blanco y medias blancas.
- Uniforme alternativo: Camiseta negra con vivos de franjas horizontales rojo, blanco y verde, pantalón negro y medias negras.

### Uniforme titular
| 1966-69 | 1970-71 | 1972-73 | 1975-76 | 1977-78 | 1980-90 | 2009-10 | 2011-12 | 2013-14 | 2014-15 |

| 2016 | 2020-21 | 2022 | 2023 | 2024 | 2025 |

### Uniforme alternativo
| 1974 | 2009-12 | 2013-14 | 2014-15 | 2020-21 | 2022 | 2023 |

### Indumentaria
| Período   | Proveedor             |
| --------- | --------------------- |
| 1988      | Diadora               |
| 2001      | Training Professional |
| 2002      | JCQ                   |
| 2003–2015 | Training Professional |
| 2016      | OneFit                |
| 2017      | Wode                  |
| 2018–     | Training Professional |
| 2025–     | Lota Schwager 🅬       |

| Período   | Auspiciador      |
| --------- | ---------------- |
| 1984      | Enacar           |
| 2001–2004 | Cristal          |
| 2006      | Armycon          |
| 2007–2008 | FoodCorp         |
| 2009–2012 | Essbio           |
| 2013–2014 | IST              |
| 2016      | Puerto Coronel   |
| 2018      | Easy             |
| 2019      | Piri             |
| 2020–2021 | Mar de Lagos     |
| 2021      | Puerto Coronel   |
| 2022—     | Único Camanchaca |

## Estadio
Lota Schwager efectúa de local en el Estadio Federico Schwager de Coronel, que cuenta con una capacidad para 2 500 espectadores y que se inauguró en 1945, para luego reinagurarse en 2021. El club también jugó como local en el estadio Bernardino Luna de la misma ciudad de Coronel, cuando por diversas sanciones tuvo que dejar su localía en el Estadio Municipal Federico Schwager, lugar que había sido sede de la institución desde su primer año en el profesionalismo, en 1966.
Aparte del Federico Schwager, el conjunto carbonífero efectuó de local en el Estadio Municipal de Concepción, para partidos de mayor convocatoria. Por arreglos en el Federico Schwager, y por imposibilidad de ocupar el recinto de Concepción, Lota también ocupó el antiguo Estadio Las Higueras de Talcahuano en los años 1978 y 1979. Por la misma razón debió efectuar de local en el Estadio Municipal Raúl Erazo de Curanilahue entre los años 2011 y 2014. y en el año 2022, en el José Oliva Torres, en la Tercera División A de Chile 2022

## Afición
La hinchada oficial de Lota Schwager es conocida como Los Sin Nombre y fue fundada en enero de 1989. El nombre de la barra homenajea a los mineros que morían en las minas de carbón y cuyos cuerpos no eran identificados, por lo que quedaban inscritos como Sin nombre 

## Datos del club
- Temporadas en Primera División: 13 (1970-1980, 1987, 2007)
- Temporadas en Primera B: 30 (1966-1969, 1981-1986, 1988-1994, 2002-2006, 2008-2014/15)
- Temporadas en Segunda División Profesional: 2 (2015/16-2016/17)
- Temporadas en Tercera A: 5 (2001, 2020-2022, 2025-)
- Temporadas en Tercera B: 3 (2019, 2023-2024)
- Temporadas en Octagonal del Bio-Bio: (5) (2017), (2022-2025)
- Mayor goleada conseguida en el profesionalismo: Lota Schwager 10-2 San Antonio Unido (1968)[28]
- Mayor goleada conseguida en el amateurismo: Lota Schwager 12-1 Independiente de Cauquenes (2024)
- Mayor goleada recibida: Deportes Antofagasta 9-0 Lota Schwager (1983)
- Mejor puesto en Primera División: 6° Lugar (1977)
- Peor puesto en Primera División: 21° Lugar (Apertura 2007)
- Mejor puesto en Primera B: 1° Lugar (1969 y 1986)
- Peor puesto en Primera B: 16° Lugar (1994)
- Mejor puesto en Segunda División Profesional: 8° Lugar (2015-16)
- Peor puesto en Segunda División Profesional: 10° Lugar (2016-17)
- Goleador histórico: Patricio Bonhomme (73 goles)[29]

## Jugadores

### Altas 2025
| Jugador               | Posición      | Procedencia               | Tipo  |
| --------------------- | ------------- | ------------------------- | ----- |
| Camilo Morales        | Defensa       | Constitución Unido        |       |
| Santiago Chicao       | Defensa       | Santiago City             |       |
| Juan Pablo Luco       | Defensa       | Deportes Quillón          | Libre |
| Ulises Castagnoli     | Mediocampista | Fernández Vial            | Libre |
| Sebastián Torres      | Mediocampista | Deportes Concepción       |       |
| Sebastián Ballesteros | Delantero     | Barnechea                 |       |
| Fabián Neira          | Delantero     | Universidad de Concepción |       |
| Lucas Quiroga         | Delantero     | Barnechea                 |       |

### Bajas 2025
| Jugador           | Posición | Destino           | Tipo |
| ----------------- | -------- | ----------------- | ---- |
| Josué Filún       |          | Barnechea         |      |
| Juan Guajardo     |          | Imperial Unido    |      |
| Antonio Villagrán |          | Curacaví          |      |
| José Cáceres      |          | Deportes Quillón  |      |
| Joshua Baeza      |          | Deportes Quillón  |      |
| Matías Segura     |          | Comunal Cabrero   |      |
| Rodrigo Salcedo   |          | Comunal Cabrero   |      |
| Carlos González   |          | Tricolor de Paine |      |

## Entrenadores

### Cronología
Los entrenadores interinos aparecen en cursiva.
- Martín García (1961)
- Hernán Gaete (1966-1968)
- Isaac Carrasco (1969)
- Luis Álamos (1970)
- Óscar Andrade (1971-1972)
- Dante Pesce (1972-1973)
- Sergio Cruzat (1973-1974)
- Nelson Oyarzún (1975)
- Jorge Luco (1975)
- Alicel Belmar (1975-1976)
- Mario Patrón (1976)
- Vicente Cantatore (1976-1978)
- José Benito Ríos (1979-1980)
- Luis Vera (1980)
- Juan Nawacky (1983)
- Guillermo Quiroga (1984)
- Ramón Climent (1985)
- Juan Carlos Gangas (1986-1987)
- Guillermo Páez (1988)
- Ramón Climent (1989)
- Isaac Carrasco (1990)
- Francisco Valdés (1991)
- Ramón Soto (1992)
- Víctor Manuel González (1992)
- José Benito Ríos (1992-1993)
- Daniel Montilla (1994)
- Eduardo Apablaza (1994)
- Osvaldo Hidalgo (2001)
- Eduardo Apablaza (2001-2002)
- Juan Rivera (2002)
- Álex Barrales (2002)
- Víctor Manuel González (2002-2003)
- Juan Manuel Ramírez (2004)
- Juan Rivera (2004)
- Héctor Balocchi (2004)
- Jaime Zapata (2004)
- Leonardo Vinés (2004-2006)
- Humberto López (2006)
- Marcio da Silva (2006)
- Jaime Nova (2006)
- Rodrigo Monsalves (2007)
- Sergio Nichiporuk (2007)
- Víctor Merello (2007)
- Héctor Jara (2007)
- Leonardo Vinés (2007)
- Juan Martínez (2008)
- Jaime Nova (2008)
- Orlando Iturra (2008)
- Nelson Soto (2009)
- Juan Martínez (2009-2010)
- Mario Araya (2010)
- Javier Araujo (2011)
- Marcelo Miranda (2011-2012)
- Nelson Cossio (2012-2013)
- Héctor Balocchi (2013)
- Jaime Nova (2013)
- Germán Corengia (2013-2014)
- Nelson Cossio (2014)
- Héctor Balocchi (2014)
- Marcelo Miranda (2014-2015)
- Iván Endre (2015)
- Osvaldo Hidalgo (2015)
- Iván Endre (2015)
- Francisco Castillo (2015-2016)
- Víctor González y Rocío Yáñez (2016-2017)
- Jaime Pacheco (2017)
- Jorge Torres (2017-2018)
- Cristián Gómez (2019-2021)
- Mario Salgado (2021-2022)
- Renato Ramos (2023-)

## Palmarés

### Torneos nacionales
- Segunda División de Chile (2): 1969, 1986
- Tercera División de Chile (1): 2001
- Subcampeón de la Copa Chile (1): 1975
- Subcampeón de la Segunda División de Chile (1): 1967
- Subcampeón de la Tercera División B de Chile (1): 2024

### Torneos regionales
- Octagonal Regional del Bio-Bio (2): 2022, 2025[30]
- Subcampeón de Octagonal Regional del Bio-Bio  (1): 2023

### Torneos locales
- Copa Ciudad de Coronel (1): 2022